# Too Short
Todd Anthony Shaw (født 12. april, 1966), bedre kendt under sit kunstnernavn Too Short (stiliseret som Too $hort), er en amerikansk rapper og pladeproducer. Han blev berømt på West Coast hip hopscenen i slutningen af 1980'erne med tekster, der ofte omhandlede pimps og promiskuitet, men også om narkokultur og overlevelse på gaden. Dette bliver eksemplicifceret i hans mest populære sange "Blow the Whistle" og "The Ghetto".
Han var pioner inden for West Coast rap, Shaw begyndte at indspille musik i 1983 og opnåede en stor fanbase i Oakland, hvor han kommer fra. I 1987 modtog hans fjerde album Born to Mack stor opmærksomhed fra Jive Records, der skrev kontrakt med ham og distribuerede albummet i hele USA. Hans efterfølgende album, Life Is...Too Short, fra 1988 var meget succesfuldt og solgte dobbelt platin, og forblev populært op i 1990'erne.

## Diskografi

### Studiealbums
- Don't Stop Rappin' (1985)
- Players (1987)
- Raw, Uncut & X-Rated (1987)
- Born to Mack (1987)
- Life Is...Too Short (1988)
- Short Dog's in the House (1990)
- Shorty the Pimp (1992)
- Get in Where You Fit In (1993)
- Cocktails (1995)
- Gettin' It (Album Number Ten) (1996)
- Can't Stay Away (1999)
- You Nasty (2000)
- Chase the Cat (2001)
- What's My Favorite Word? (2002)
- Married to the Game (2003)
- Blow the Whistle (2006)
- Get off the Stage (2007)
- Still Blowin' (2010)
- No Trespassing (2012)
- The Pimp Tape (2018)
- The Vault (2019)

### I samarbejde med andre
- Dangerous Crew med The Dangerous Crew (1988)
- Don't Try This at Home med The Dangerous Crew (1995)
- History: Mob Music med E-40 (2012)
- History: Function Music med E-40 (2012)
- Ain't Gonna Do It/Terms and Conditions med E-40 (2020)
- Bad MFs med Mount Westmore (2022)[6]